# جوزيف إدوارد ستيفنز جونيور
جوزيف إدوارد ستيفنز جونيور (بالإنجليزية: Joseph Edward Stevens, Jr.)‏ هو قاضي ومحامي أمريكي، ولد في 23 يونيو 1928 في كانساس سيتي في الولايات المتحدة، وتوفي بنفس المكان في 18 ديسمبر 1998.